# Дін Ендрюс
Дін Ендрюс (англ. Dean Andrews; нар. 6серпня 1963 у місті Ротергем, Йоркшир) — англійський актор. Найбільше відомий завдяки ролі Рея Карлінга у серіалах телекомпанії BBC Життя на Марсі та Прах до праху

## Біографія
Актор народився у 1963 у Ротергемі, де і ходив у школу разом із майбутнім ведучим передачі Топ Ґір Джеймсом Меєм. Він займався у місцевому аматорському оперному гуртку Phoenix Amateur Operatic Society та зіграв у декількох їхніх виставах. Ендрюс заробляв, співаючи на круїзних судах. Дебют у кіно відбувся у 2001 році, коли він успішно пройшов кастинг на фільм Навігатори.
Дін Ендрюс має двох доньок, Шарні та Еліс (нар. у 1985 і 1991 роках). Він є вболівальником футбольної команди зі свого рідного міста Ротерхем Юнайтед. Також він прихильник регбі.
У вересні 2010 Ендрюс взяв участь у благодійному забігу, гроші від якого пішли на потреби хворих на Альцгеймера.

## Кар'єра
Ендрюс зігра Баррі Шила у серіалі Поховані, який виграв нагороду BAFTA як «Найкращий драматичний серіал» у 2004. У 2005 він зіграв роль Стівен Мейнарда у драмі каналу ITV Жага крові. У 2007 році він з'явився у драмах BBC True Dare Kiss та Вулиця.
У 2006—2007 роках він виконував роль, яка наразі є найбільш успішною його роботою, — роль детектива Рея Карлінга у серіалі Життя на Марсі. У 2008 році він повернувся до цієї ролі у продовженні цього серіалу — Прах до праху, і виконував її до 2010 року.
Він виконав маленьку роль у серіалі каналу Channel 4 Янголам вхід заборонено, а також в одному з епізодів серіалу Вулиця Ватерлоо. У надприродному серіалі Marchlands він виконав одну із провідних ролей.
У 2011 році він зіграв у фільмі каналу BBC Two Юнайтед, що оповідає про авіакатастрофу, у яку потрапили члени команди Манчестер Юнайтед. У вересні того ж року Ендрюс з'явився у кримінальному серіалі BBC Ферма тіл. У листопаді 2012 він виконав роль Роббі у шестисерійному фільмі Останнє танго в Галліфаксі. Також він зіграв головну роль у мінісеріалі Випадок.
У 2013 році він виконуватиме роль Піта Льюїса в серіалі Лапландія. У першому сезоні серіалу, що вийшов у 2011 році, цю роль виконував Стівен Ґрем.